# Angerona (mythologie)
Pour les articles homonymes, voir Angerona.
Dans la mythologie romaine, Angerona (ou, plus rarement, Angeronia) est une déesse qui vient d'Italie. Elle préside aux « jours resserrés », angusti dies, de la période du solstice d'hiver, dont elle favorise le franchissement par la vertu du silence.

## Culte
À l'origine, elle était la déesse qui guérit de la douleur et de la tristesse, qui préside aux passages difficiles, surtout celui du solstice d'hiver quand le soleil doit se frayer un passage étroit au milieu des ténèbres qui semblent devoir dominer, ou qui libérait les Romains de l'angine (par un jeu de mots sur la racine d'angor qui signifie « étroit »). Elle est également la protectrice de Rome et la gardienne du nom sacré de la cité, qui ne devait pas être prononcé pour ne pas être dévoilé à l'ennemi ; on pensait même que Angerona était son nom.
Dans son sens moderne, on la rapproche de Ops, Acca Larentia et Dea Dia ; elle est également la déesse du solstice d'hiver et du retour du soleil (selon Mommsen, ab angerendo = ἀπὸ τοῦ ἀναφέρεσθαι. τὸν ἥλιον).
Sa fête, appelée Angeronalia ou Divalia, était célébrée le 21 décembre, date du solstice d'hiver. Les prêtres lui offraient un sacrifice dans le petit temple de Volupia, la déesse du Contentement, où se trouvait une statue d'Angerona, la représentant l'index posé sur sa bouche fermée. Le silence était signe de concentration de pensée et de la volonté, signe de l'effort du soleil qu'elle aidait à vaincre les ténèbres par la concentration de forces mystiques et par son dévouement.

## Comparatisme
Georges Dumézil a identifié deux parallèles à cette déesse représentée avec « la bouche bandée et scellée », « un doigt sur les lèvres dans un geste qui commande le silence » : Vidar, l'« Ase silencieux » du panthéon scandinave qui vient à bout du loup Fenrir dans le combat escathologique du « Crépuscule des dieux » et le héros védique Atri qui, lors d'une éclipse solaire, remet le soleil à sa place dans le ciel au moyen du quatrième brahman, c'est-à-dire du silence.